# Distrito electoral federal 8 de Oaxaca
El Distrito electoral federal 8 de Oaxaca es uno de los 300 Distritos Electorales en los que se encuentra dividido el territorio de México y uno de los 10 en los que se divide el estado de Oaxaca. Su cabecera es la ciudad de Oaxaca de Juárez, capital del estado.

## Diputados por el distrito
- LVIII Legislatura (2000 - 2003)
  - Pablo Arnaud Carreño
- LIX Legislatura (2003 - 2006)
  - Javier Villicaña Jiménez
- LX Legislatura (2006 - 2009)
  - José Luis Verela Lagunas
- LXI Legislatura (2009 - 2012)
  - Manuel de Esesarte Pequeira
- LXII Legislatura (2012 - 2015)
  - Hugo Jarquín
- LXIII Legislatura (2015 - 2018)
  - Francisco Martínez Neri
- LXIV Legislatura (2018 - 2021) / LXV Legislatura (2021 - 2024)
  - Benjamín Robles Montoya

## Resultados electorales

### 2021
fuente: Instituto Nacional Electoral

### 2018
|  | 15.21 % |

|  | 18.35 % |

|  | 62.73 % |

|  | 0.08 % |

|  | 3.60 % |

|  | 100.00 % |

### 2015
fuente: Instituto Nacional Electoral